# استارمدبایل
استارمدبایل (انگلیسی: Starmobile) شرکت الکترونیک فنلاندی است، که در سال ۲۰۱۱ تأسیس شد.